# Fenilketonurija
Fenilketonurija je nasljedna metabolička bolest do koje dolazi zbog nedostatka enzima fenilalanin hidroksilaza. Enzim je nužan za pretvorbu aminokiselina fenilalanin u tirozin. Kada u tijelu nema enzima, dolazi do nakupljanja fenilalanina koji prelazi u fenilketone, koji se mogu otkriti u urinu.
Ako se bolest pravovremeno ne otkrije i ne liječi, može dovesti do oštećenja mozga, koje rezultira postupnim razvojem mentalne zaostalosti i napadajima.
Ako se fenilketonurija otkrije dovoljno rano kod novorođenčeta, dolazi do potpuno normalnog razvoja mozga, ali samo uz pomoć posebne dijete (koja sadrži vrlo malo fenilalanina) do kraja života. Sva novorođena djeca testiraju se na bolest uz pomoć posebnog testa (Guthrie test).
Posljedice: oštećenja CNS-a, posvijetljenost kože i kose, smanjena sinteza adrenalina. U odraslom organizmu ne stvara velika oštećenja. Opasan je za djecu i trudnice. Moguća oštećenja ploda: mikrocefalija, srčane mane i oštećenja mozga.
|  | Molimo pročitajte upozorenje o korištenju medicinskih informacija. Ne provodite liječenje bez savjetovanja s liječnikom! |